# 1931
1931 (MCMXXXI) a fost un an obișnuit al calendarului gregorian, care a început într-o zi de joi.

## Evenimente

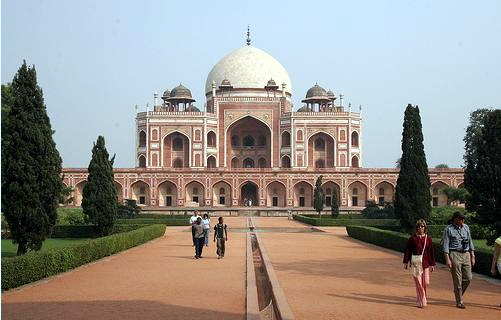
10 februarie: New Delhi devine capitala Indiei (în fotografie, Humayun's Tomb).

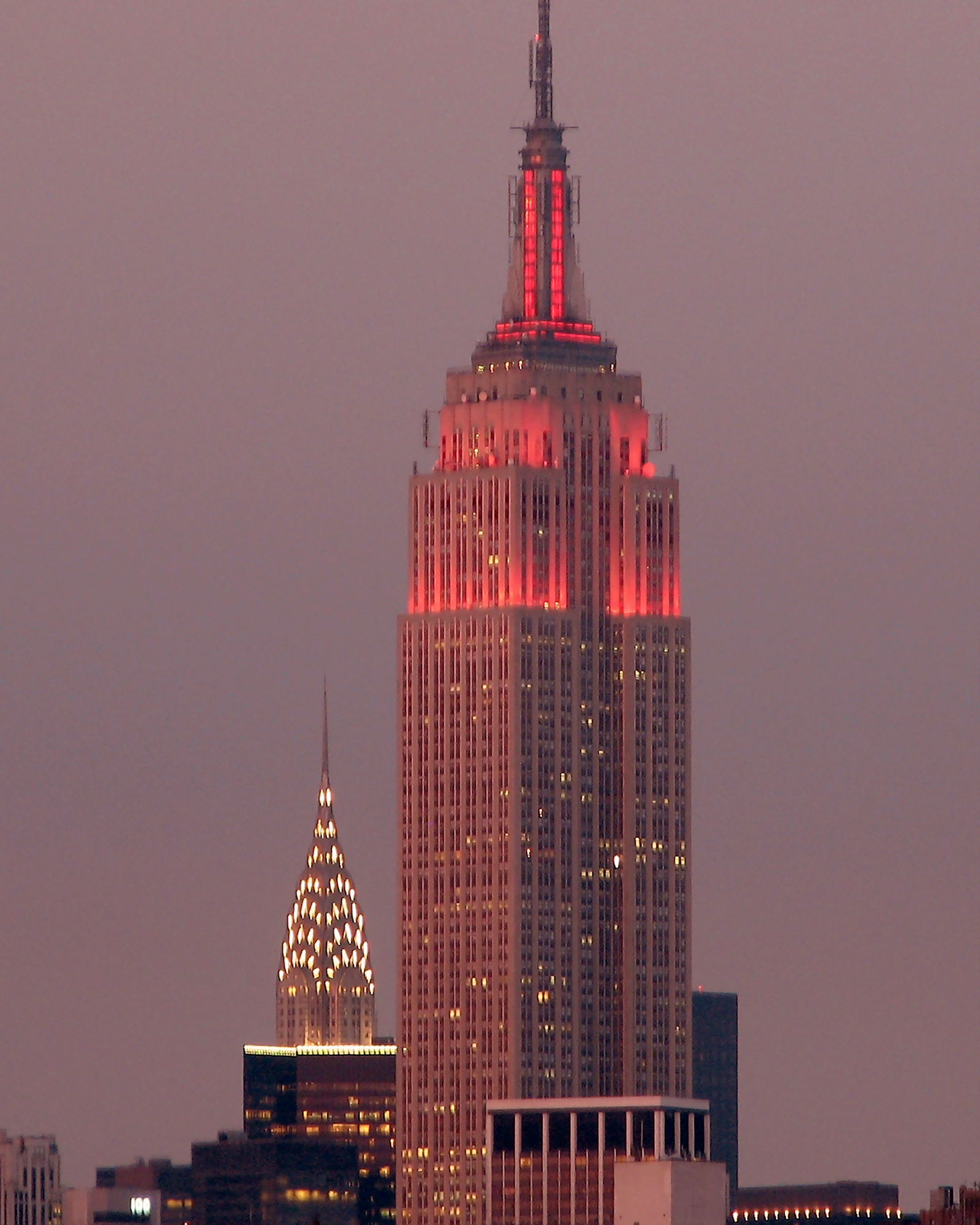
1 mai: Este terminată construția clădirii Empire State, din New York.

### Ianuarie
- 29 ianuarie: Demonstrație a peste 10.000 de muncitori ceferiști din București împotriva "curbei de sacrificiu". Doi muncitori sunt uciși.

### Februarie
- 10 februarie: New Delhi devine capitala Indiei.

### Martie
- 31 martie: Un cutremur a distrus Managua, Nicaragua. Au murit 2.000 de oameni.

### Aprilie
- 14 aprilie: În Spania se proclamă cea de-a doua Republică Spaniolă.
- 17 aprilie: La Calcutta, India are loc un accident aviatic, în urma căruia aviatorul Radu Beller moare, iar principele George Valentin Bibescu este grav rănit.
- 18 aprilie: Începutul guvernului Nicolae Iorga.
- 27 aprilie: George Enescu a terminat orchestrația operei Oedip, creație pe care a dedicat-o Mariei Rosetti-Tescanu.

### Mai
- 1 mai: Este terminată construcția clădirii Empire State în New York.
- 4 mai: Kemal Atatürk a fost reales președinte al Turciei.

### Iunie
- 26 iunie: Are loc căsătoria Principesei Ileana cu Arhiducele Anton de Habsburg, la Castelul Peleș, Sinaia.

### Iulie
- 17 iulie: Legea privind autonomia universitară în România. Legea prevedea și transformarea Conservatorului de Muzică și Artă Dramatică în Academia de Muzică și Artă Dramatică.

### August
- 15 august: A apărut ilegal primul număr al ziarului "Scânteia".
- 31 august: Corneliu Zelea Codreanu a fost ales deputat în județul Neamț cu 11.193 de voturi.

### Septembrie
- 7 septembrie: Nicolae Titulescu a fost reales în funcția de președinte al celei de-a XII-a Sesiuni ordinare a Adunării Societății Națiunilor, caz unic în istoria Ligii Națiunilor, când un fost președinte al Ligii a fost reales pentru o noua sesiune.
- 22 septembrie: La propunerea lui Nicolae Iorga, președinte al Consiliului de Miniștri, Constantin Brâncuși a fost decorat cu ordinul "Meritul cultural pentru artă plastică".

### Octombrie
- 10 octombrie: Se constituie Federația Română de Handbal.
- 17 octombrie: Al Capone a fost condamnat pentru evaziune fiscală și închis pentru 11 ani.

### Noiembrie
- 8 noiembrie: Canalul Panama este închis pentru două săptămâni, timp în care se repară pagubele cauzate de un număr de cutremure.
- 22 noiembrie: Se deschide pentru public Muzeul de Istorie a Bucureștiului, în Casa Moruzi din Calea Victoriei 117. După 1959, colecțiile muzeului vor fi adăpostite în incinta Palatului Suțu (din 1999, poartă denumirea de Muzeul Municipiului București).

### Decembrie
- 5 decembrie: Catedrala Hristos Mântuitorul din Moscova a fost distrus printr-un ordin dat de Iosif Stalin.

### Nedatate
- iunie: Marea criză economico-financiară se resimte și în România. Banca Generală falimentează urmată de falimentul băncilor „Bercovici”, „Marmorosch-Bank et Co”.
- noiembrie: Principele Nicolae se căsătorește cu Ioana Doletti-Săveanu fără a avea încuviințarea Casei Regale.
- A fost fondată la Chicago, United Airlines, Inc, prima companie americană care a folosit stewardese, începând cu 1930.
- Comonwealth. Asociație liberă de state suverane din care face parte Marea Britanie și multe din fostele sale colonii, care au decis să mențină legăturile de prietenie și cooperare.

## Arte, științe, literatură și filozofie
- Apare la București „Revista istorică română” condusă de un comitet format din C.C. Giurescu, P.P. Panaitescu și Gh. Brătianu.
- Lucian Blaga publică Eonul dogmatic.

## Nașteri

### Ianuarie

Ion Cojar, profesor român de actorie, cercetător, regizor de teatru și ocazional actor de film
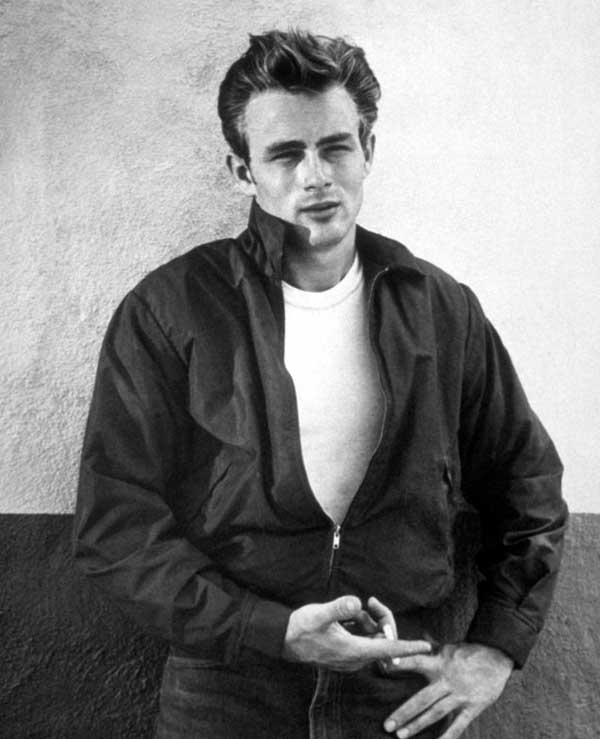
James Dean, actor american de teatru și film
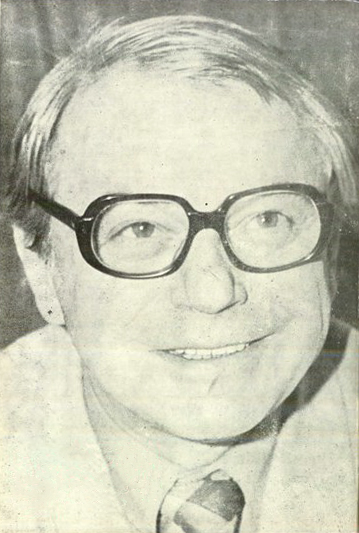
Octavian Cotescu, actor român
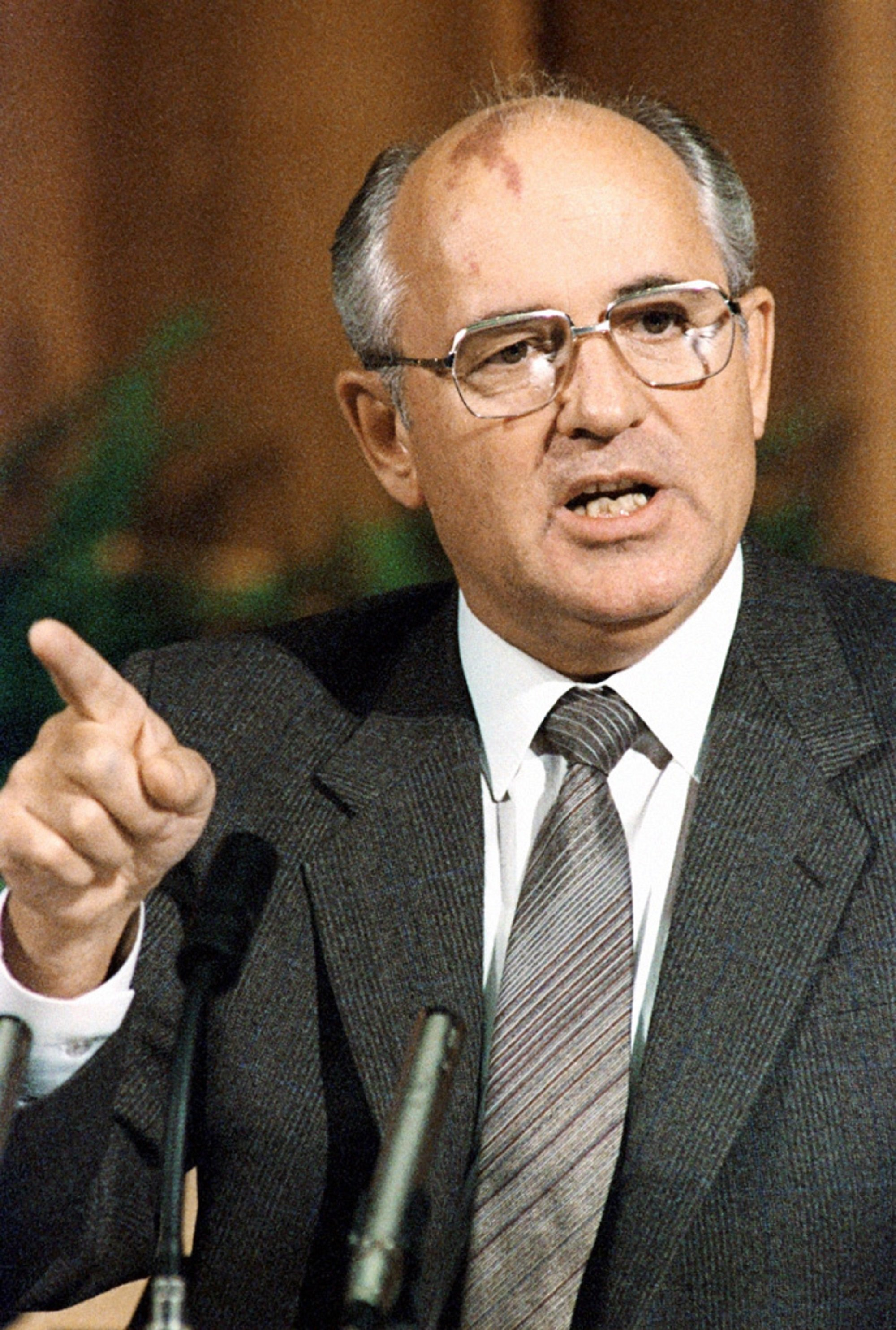
Mihail Gorbaciov, președinte al URSS, laureat al Premiului Nobel
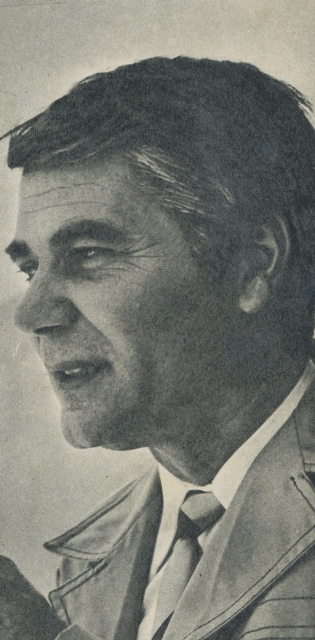
Ion Besoiu, actor român de teatru și film

- 4 ianuarie: Nora Iuga (n. Eleonora Almosnino), poetă, romancieră și traducătoare română
- 5 ianuarie: Robert Selden Duvall, actor american de film
- 9 ianuarie: Ion Cojar, profesor român de actorie, cercetător, regizor de teatru și actor de film (d. 2009)
- 14 ianuarie: Caterina Valente, cântăreață, dansatoare germană de etnie italiană (d.2024)
- 22 ianuarie: Samuel Cooke, cântăreț american (d. 1964)
- 25 ianuarie: Ion Hobana, autor român de literatură SF (d. 2011)
- 28 ianuarie: Felicia Donceanu, pictoriță, sculptoriță și compozitoare română (d. 2022)

### Februarie
- 4 februarie: Isabel Martínez de Perón (n. María Estela Martínez Cartas), politiciană argentiniană, prima femeie președinte al Argentinei
- 8 februarie: James Dean, actor american de film și teatru (d. 1955)
- 14 februarie: Octavian Cotescu, actor român, profesor la Universitatea Națională de Artă Teatrală și Cinematografică (d. 1985)
- 14 februarie: Margarita Lozano, actriță spaniolă (d. 2022)
- 23 februarie: Iulian Vlad, general român în cadrul DSS (d. 2017)

### Martie
- 1 martie: Elisabeta Bostan, regizoare română și scenaristă de film
- 2 martie: Emilian Drehuță, economist, editor, memorialist și autor român (d. 2011)
- 2 martie: Mihail Gorbaciov, președinte al Uniunii Sovietice (1985-1991), laureat al Premiului Nobel (1990) (d.2022)
- 11 martie: Ion Besoiu, actor român de film și teatru (d. 2017)
- 11 martie: Rupert Murdoch, om de afaceri american de etnie australiană
- 14 martie: Aurel Giurumia, actor român de teatru și film (d. 2004)
- 22 martie: William Shatner, actor canadian de film și TV
- 26 martie: Mircea Ivănescu, scriitor, poet, eseist și traducător român (d. 2011)
- 26 martie: Leonard Nimoy, actor, regizor, poet, muzician și fotograf american (d. 2015)
- 27 martie: Virgiliu N. Constantinescu, inginer român, membru și președinte al Academiei Române (d. 2009)

### Aprilie

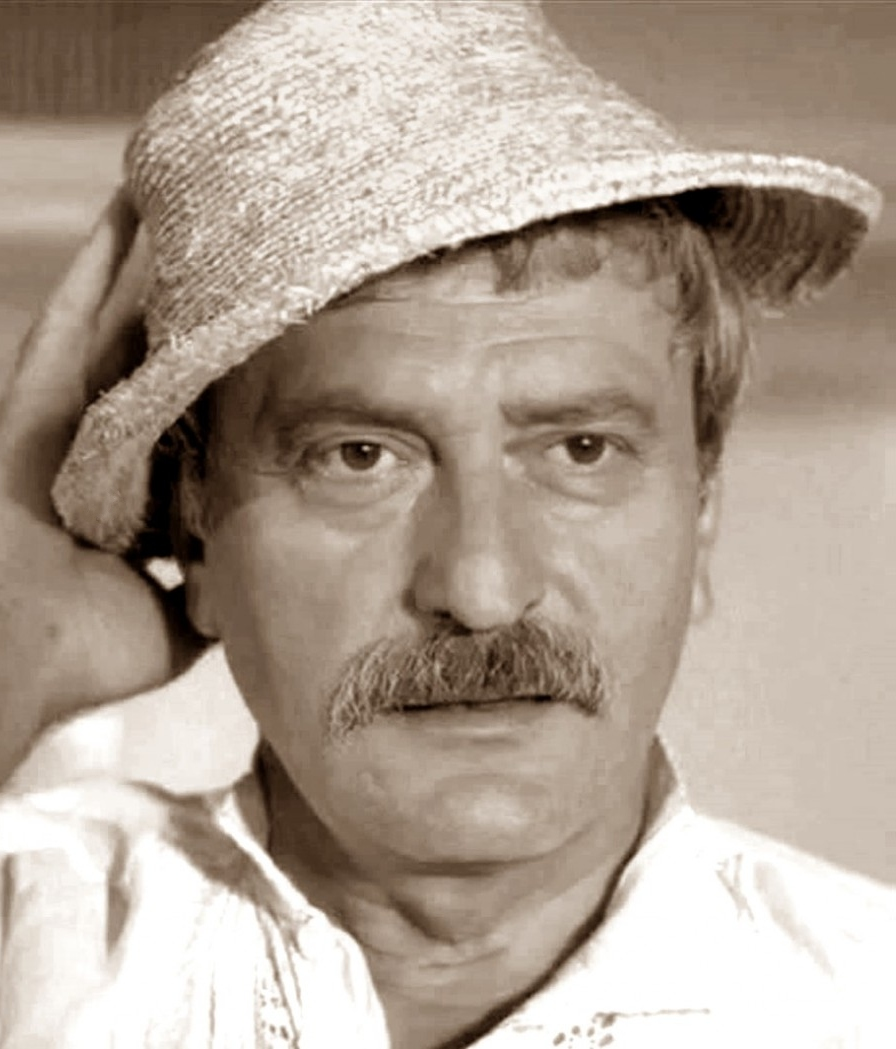
Amza Pellea, actor român de teatru și film
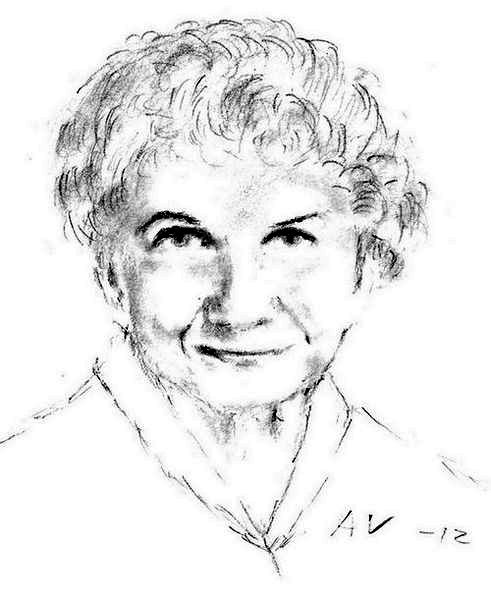
Alice Munro, scriitoare canadiană, laureată a Premiului Nobel
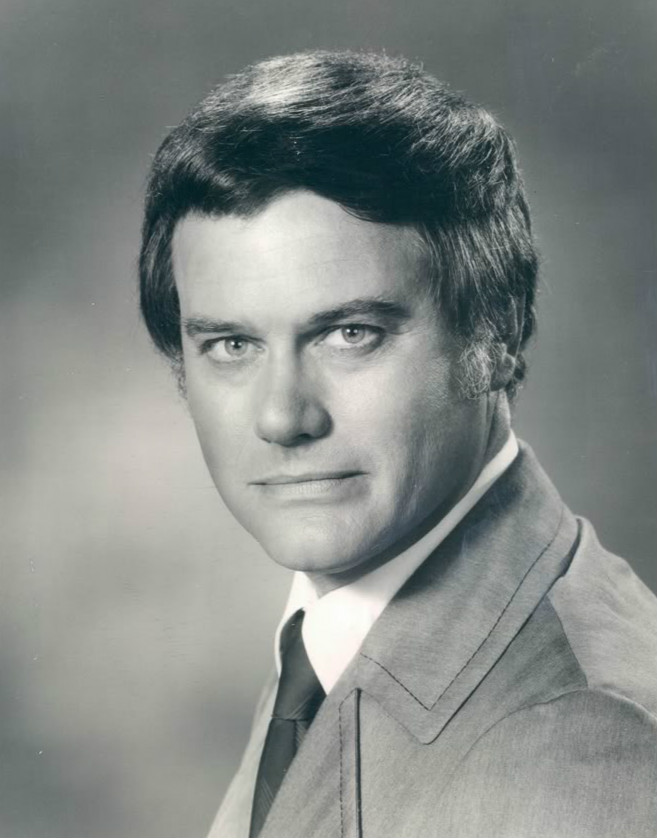
Larry Hagman, actor american de film
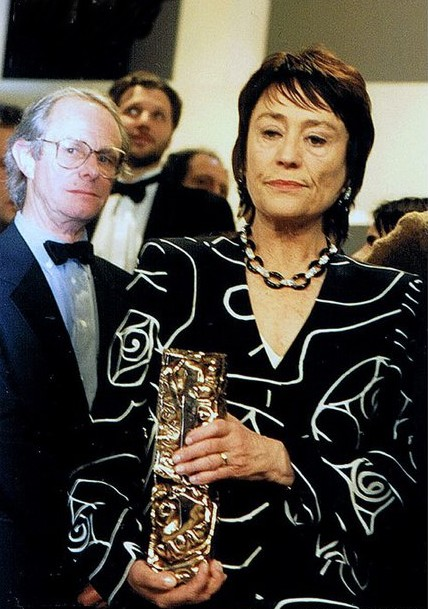
Annie Girardot, actriță franceză
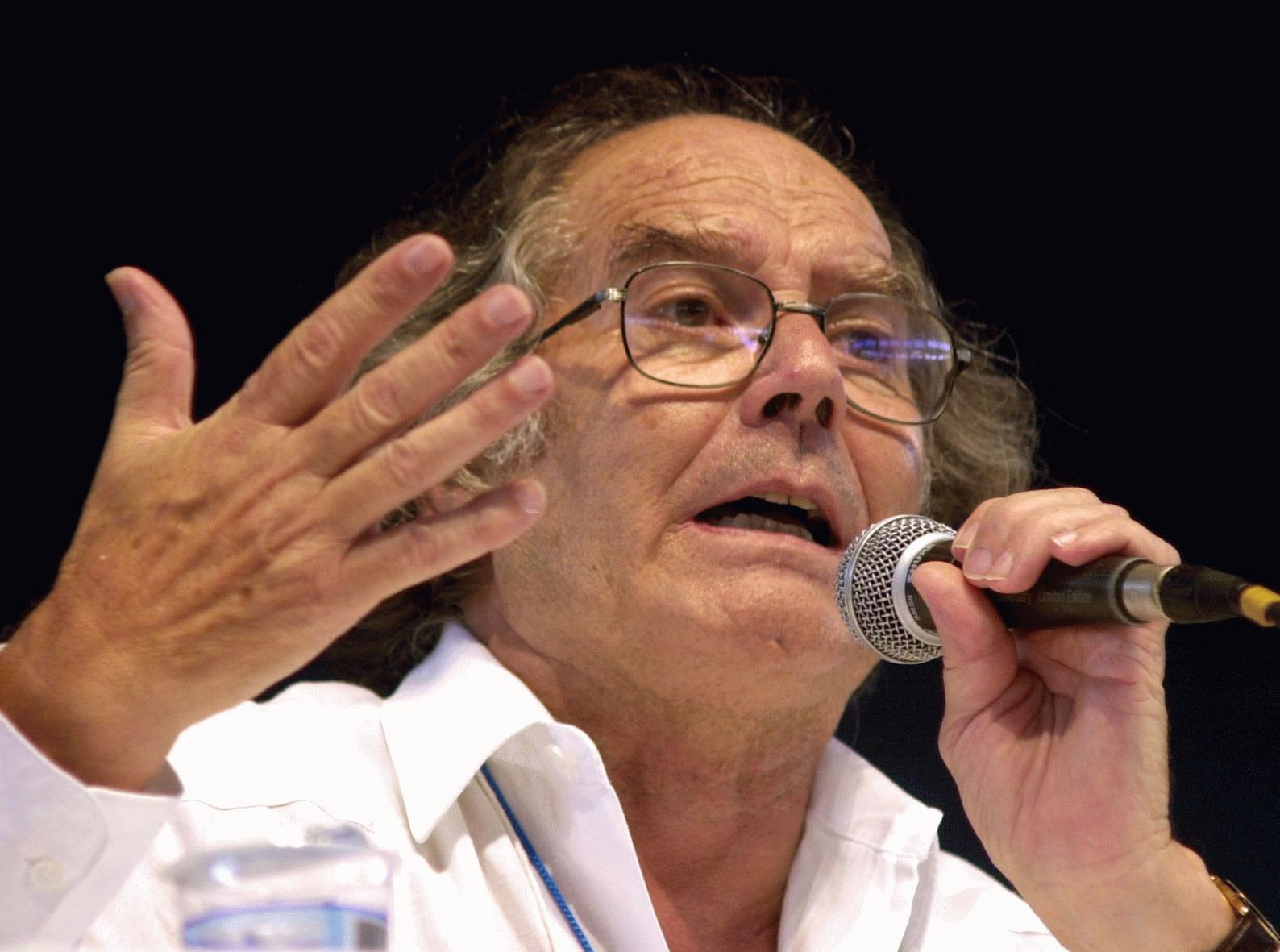
Adolfo Pérez Esquivel, sculptor, pictor, arhitect și activist argentinian, laureat al Premiului Nobel

- 7 aprilie: Leonid Keldish, fizician rus (d. 2016)
- 7 aprilie: Amza Pellea, actor român de teatru și film (d. 1983)
- 15 aprilie: Tomas Tranströmer, poet, traducător și psiholog suedez, laureat al Premiului Nobel (d. 2015)
- 19 aprilie: Frederick Phillips Brooks,  inginer software și informatician american (d. 2022)
- 21 aprilie: Gabriel de Broglie (Gabriel-Marie-Joseph-Anselme de Broglie-Revel), istoric și om de stat francez (d.2025)
- 29 aprilie: Frank Auerbach, pictor britanic, de origine germană (d. 2024)

### Iunie
- 3 iunie: Raúl Modesto Castro Ruz, politician cubanez, președinte al Cubei și fratele revoluționarului cubanez Fidel Castro
- 14 iunie: Béla Abody, scriitor, critic literar, traducător, redactor maghiar (d. 1990)
- 18 iunie: Fernando Henrique Cardoso, om politic, al 34-lea președinte al Braziliei (1995-2003)
- 20 iunie: Vasile Pintea (n. Trifan Pintea), artist plastic român
- 27 iunie: Martinus Justinus Godefriedus Veltman, fizician neerlandez, laureat al Premiului Nobel pentru fizică (1999), (d. 2021)

### Iulie
- 6 iulie: Antonella Lualdi (n. Antonietta De Pascale), actriță italiană de film de etnie libaneză (d. 2023)
- 10 iulie: Alice Munro, scriitoare canadiană, laureată a Premiului Nobel (2013) (d.2024)

### August
- 2 august: Luigi Arzuffi, pictor și sculptor italian
- 8 august: Roger Penrose, matematician și fizician englez, laureat al Premiului Nobel (2020)
- 15 august: Richard Fred Heck, chimist american, laureat al Premiului Nobel (d. 2015)
- 17 august: Ștefan Ruha, violonist, dirijor și profesor român de etnie maghiară (d. 2004)

### Septembrie
- 4 septembrie: Anthony de Mello, preot iezuit, scriitor indian (d. 1987)
- 5 septembrie: Constantin Codrescu, actor român de teatru și TV (d. 2022)
- 19 septembrie: Jean-Claude François Carrière, actor și scenarist francez (d. 2021)
- 21 septembrie: Larry Martin Hagman, actor american de film (d. 2012)
- 21 septembrie: Dem Rădulescu (Dumitru R. Rădulescu), actor român de comedie (d. 2000)
- 27 septembrie: Freddy Quinn, cântăreț austriac
- 29 septembrie: Anita Ekberg, actriță italiană de etnie suedeză (d. 2015)

### Octombrie
- 4 octombrie: Richard Rorty, filosof american (d. 2007)
- 6 octombrie: Nikolai Cernîh, astronom rus (d. 2004)
- 7 octombrie: Desmond Tutu, arhiepiscop emerit de Cape Town, Africa de Sud și activist anti-apertheid,  laureat al Premiului Nobel în 1984 (d. 2021)
- 17 octombrie: José Alencar (José Alencar Gomes da Silva), politician brazilian (d. 2011)
- 25 octombrie: Annie Girardot, actriță franceză de film (d. 2011)
- 28 octombrie: Ilarion Ciobanu, actor și regizor român de film (d. 2008)

### Noiembrie
- 3 noiembrie: Monica Vitti (n. Maria Luisa Ceciarelli), actriță și scenaristă italiană (d. 2022)
- 12 noiembrie: Norman Mineta, politician american (d. 2022)
- 26 noiembrie: Adolfo Pérez Esquivel, sculptor, pictor, arhitect și activist argentinian, laureat al Premiului Nobel (1980)

### Decembrie
- 1 decembrie: Johnny Răducanu, muzician român de jazz (d. 2011)
- 6 decembrie: Aurora Cornu, poetă română, soția lui Marin Preda (d. 2021)
- 30 decembrie: Teofil Vâlcu, actor român, director al Teatrului Național din Iași (d. 1993)

## Decese
- 3 ianuarie: Joseph Joffre (n. Joseph Jacques Césaire Joffre), 78 ani, mareșal francez (n. 1852)
- 4 ianuarie: Louise a Marii Britanii (n. Louise Victoria Alexandra Dagmar), 63 ani, fiica regelui Eduard al VII-lea al Regatului Unit (n. 1867)
- 23 ianuarie: Anna Pavlova, 49 ani, balerină rusă (n. 1881)

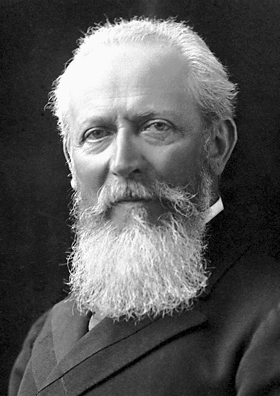
Otto Wallach, chimist german, laureat al Premiului Nobel
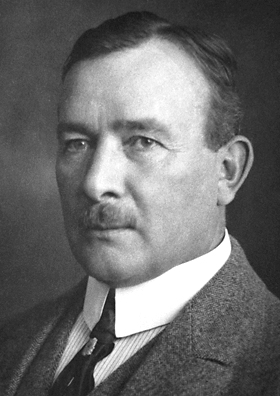
Erik Axel Karlfeldt, poet suedez, laureat al Premiului Nobel
Alexandru Voevidca, folclorist și muzicolog român
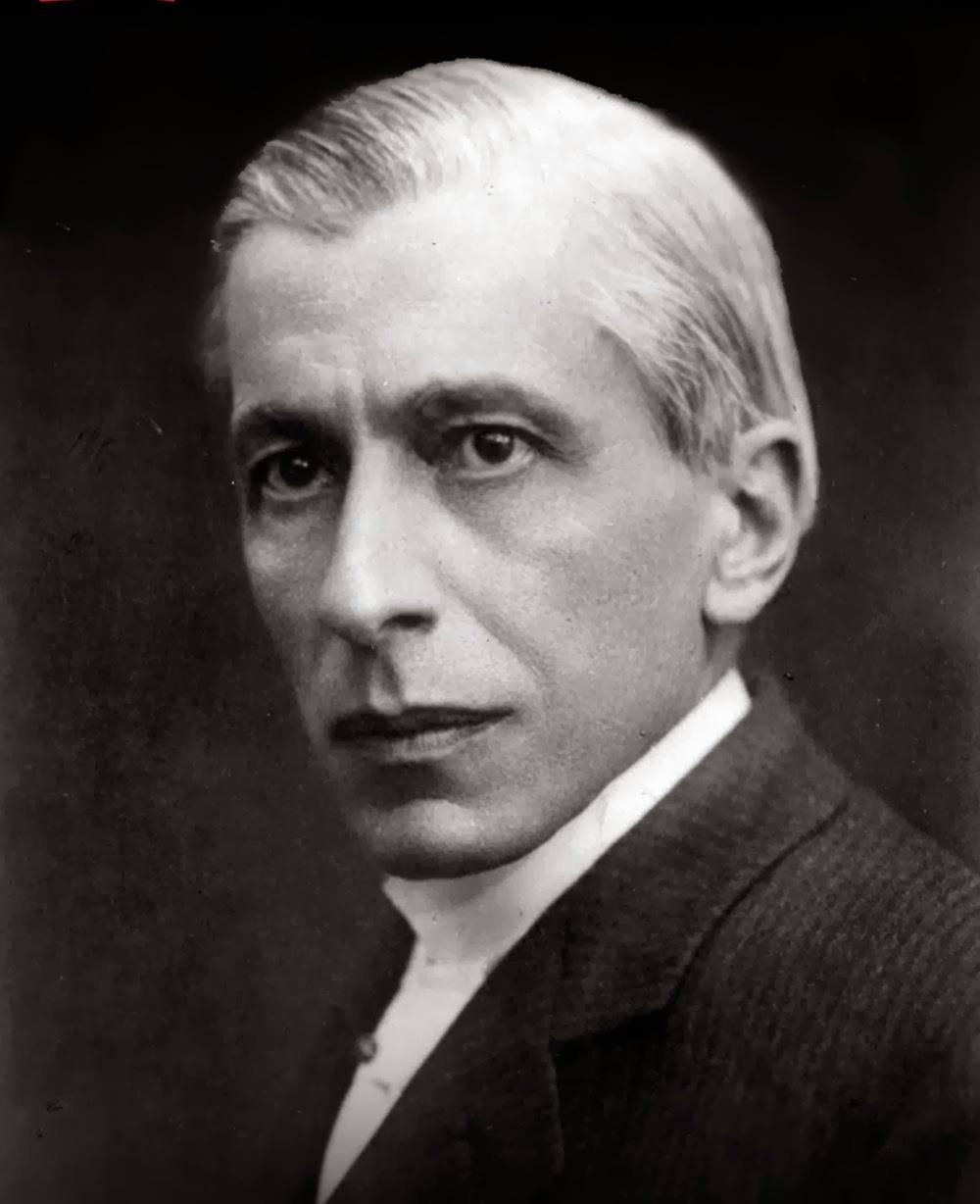
Nicolae Paulescu, om de știință, fiziolog și medic român, unul dintre precursorii insulinei
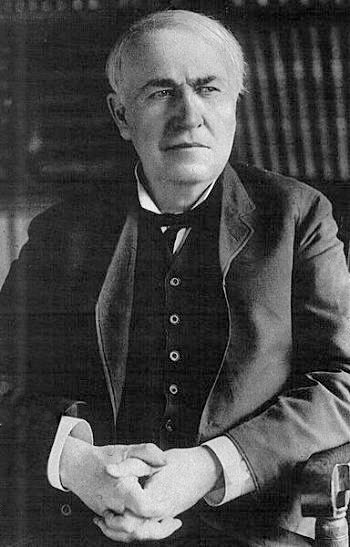
Thomas Edison, inventator american

- 26 februarie: Otto Wallach, 83 ani, chimist german, laureat al Premiului Nobel (1910), (n. 1847)
- 7 martie: Akseli Gallen-Kallela (n. Axel Waldemar Gallén), 65 ani, pictor și grafician finlandez (n. 1865)
- 27 martie: Enoch Arnold Bennett, 64 ani, scriitor englez (n. 1867)
- 8 aprilie: Erik Axel Karlfeldt, 66 ani, poet suedez, laureat al Premiului Nobel (1931), (n. 1864)
- 10 aprilie: Khalil Gibran (Djubran Kahlil Djubran), 48 ani, poet, filosof, prozator și eseist libanez (n. 1883)
- 15 aprilie: Thomas, al 2-lea Duce de Genova (n. Tommaso Alberto Vittorio di Savoia), 77 ani (n. 1854)
- 26 aprilie: George Herbert Mead, 68 ani, filozof, sociolog și psiholog american (n. 1863)
- 9 mai: Albert Michelson, 78 ani, fizician american de etnie evreiască, laureat al Premiului Nobel (1907), (n. 1852)
- 6 iunie: Alexandru Voevidca, 69 ani, folclorist și muzicolog român (n. 1862)
- 4 iulie: Prințul Emanuele Filiberto, Duce de Aosta, 62 ani, văr primar cu Victor Emanuel al III-lea al Italiei (n. 1869)
- 12 iulie: Nathan Söderblom, 65 ani, arhiepiscop de Upsala, laureat al Premiului Nobel (1930), (n. 1866)
- 19 iulie: Nicolae Paulescu, 61 ani, om de știință, fiziolog și medic român, unul dintre precursorii insulinei (n. 1869)
- 13 septembrie: Lili Elbe (n. Einar Magnus Andreas Wegener), 48 ani, artistă daneză intersexuală (n. 1882)
- 16 septembrie: Omar Mukhtar, 73 ani, organizatorul rezistenței libiene (n. 1858)
- 3 octombrie: Carl August Nielsen, 66 ani, dirijor, violonist și compozitor danez (n. 1865)
- 18 octombrie: Thomas Alva Edison, 84 ani, inventator american (n. 1847)
- 5 decembrie: Vachel Lindsay (n. Nicholas Vachel Lindsay), 52 ani, poet american (n. 1879)

## Premii Nobel
- Fizică: Premiul în bani a fost alocat Fondului Special aferent acestei categorii
- Chimie: Carl Bosch, Friedrich Bergius (Germania)
- Medicină: Otto Warburg (Germania)
- Literatură: Erik Axel Karlfeldt (Suedia)
- Pace: Jane Addams, Nicholas Murray Butler (SUA)